# Cirrhilabrus cyanogularis
Cirrhilabrus cyanogularis là một loài cá biển thuộc chi Cirrhilabrus trong họ Cá bàng chài. Loài này được mô tả lần đầu tiên vào năm 2018.

## Từ nguyên
Từ định danh cyanogularis được ghép bởi hai âm tiết: kyanos trong tiếng Hy Lạp cổ đại (κυάνεος, "xanh dương") và gularis trong tiếng Latin ("cổ họng"), hàm ý đề cập đến lớp vảy màu xanh lam nổi bật của cá đực.

## Phạm vi phân bố và môi trường sống
C. cyanogularis đã được quan sát và thu thập tại Banguingui và Sarangani (Philippines); Sulawesi, Đông Kalimantan và Bali (Indonesia); Sabah (Malaysia). Như những loài trong cùng chi, C. cyanogularis ưa sống ở những khu vực có nhiều đá vụn, được ghi nhận ở độ sâu khoảng 4–30 m.

## Phân loại học
C. cyanogularis là thành viên của một nhóm phức hợp loài cùng với các loài Cirrhilabrus filamentosus, Cirrhilabrus rubripinnis và Cirrhilabrus tonozukai, đặc trưng bởi các tia gai vươn dài ở vây lưng, vây bụng dài và lớp vảy màu xanh óng ở ngực.

## Mô tả
Chiều dài lớn nhất được ghi nhận ở C. cyanogularis là 7,5 cm.
Cá đực có màu cam đến ửng đỏ ở nửa đầu trên và thân trên. Nửa dưới đầu màu trắng, có lớp vảy màu xanh lam óng nổi bật lan rộng xuống ngực. Nửa thân dưới màu vàng nhạt hoặc trắng, ngăn cách với thân trên bởi dường sọc ngang màu đỏ từ sau gốc vây ngực băng dài đến cuống đuôi. Mống mắt màu cam sáng, vòng vàng quanh đồng tử. Nửa vây lưng trước có màu đỏ cam, lốm đốm trắng; nửa vây sau phớt vàng với dải màu đỏ thẫm ngay gốc vây, lốm đốm xanh. Vây hậu môn màu đỏ thẫm đến đỏ tía, thường có hàng đốm xanh óng ở gốc. Cả hai vây này đều có một dải viền xanh óng ở rìa. Vây đuôi màu xanh lục phớt vàng ở giữa, nửa vây ngoài có màu đỏ tía, dải viền màu xanh óng ở rìa và một dải đen gần sát rìa; có các vệt sọc màu xanh lam óng. Vây bụng đỏ sẫm, viền xanh ở rìa. Vây ngực màu đỏ, trong suốt.
Cá cái màu đỏ cam, trắng nhạt ở nửa thân dưới. Thân trên có các đường sọc trắng. Cuống đuôi có đốm đen. Các vây có màu đỏ trong suốt.
Số gai ở vây lưng: 11; Số tia vây ở vây lưng: 9; Số gai ở vây hậu môn: 3; Số tia vây ở vây hậu môn: 9; Số tia vây ở vây ngực: 14–15; Số gai ở vây bụng: 1; Số tia vây ở vây bụng: 5.

## Thương mại
C. cyanogularis được thu thập trong ngành buôn bán cá cảnh.